# Elis (banda)
Elis fue una banda liechtensteiniana de Gothic/Symphonic Metal, formada en el año 2003 hasta el 2012 por Sabine Dünser y Pete Streit tras abandonar la banda Erben der Schöpfung.
Tras la muerte de Sabine Dünser en el año 2006 debido a una hemorragia cerebral, la banda sufrió una intensa inestabilidad en su formación musical, ya que no pudiendo conseguir una vocalista fija para mantener a la banda y el éxito que había alcanzado. Lograron grabar un disco más sin Dünser pero éste no tuvo una buena acogida por los fanáticos. 
Previo a su grabación y gira, la vocalista Sandra Scheleret abandona la banda y es reemplazada por Simone Christinat. Con ella la banda se despide de los escenarios con un concierto final en el cual ésta vocalista también abandona la agrupación.
A partir del 2012, Elis se "disolvió" para formar una nueva banda llamada Zirkonium con su nueva integrante suiza llamada Kathrin Schlumpf como vocalista.

## Historia

### Erben der SchöpfungyTwilight
Esta banda fue fundada en el 2000 por Oliver Falk y Sabine Dünser. Su primer trabajo publicado fue el sencillo Elis y meses después dieron a conocer su álbum debut Twilight, el cual llamo la atención del público gótico en Alemania por su innovación, ya que la llamativa fusión de música Barroca con elementos electrónicos propios del Dark wave no se habían visto hasta aquel momento dentro del género, también cabe destacar los poderosos riffs de guitarra ambientados con la voz soprano de Dünser. Ese mismo año la banda se presentó en el prestigioso Wave-Gotik-Treffen en Leipzig Alemania, el cual agradó mucho al público en general. Esto trajo consigo una buena posición en las listas DAC y en otros charts, al igual que muy buenos comentarios de los medios de comunicación especializados. Por ejemplo la revista alemana Orkus calificó a Erben der schopfung como Banda del mes ratificado por otros lectores, lo que finalmente les dio el título de mejor banda revelación del 2001.

### God's Silence, Devil's Temptation
La armonía terminó cuando Falk se separa del grupo quedándose con los derechos del nombre, pero perdiendo los del disco. De esa forma el resto de la banda se reforma en torno a Sabine y toman el nombre de su primer sencillo para el nuevo grupo. Poco después fueron contactados por Alexander Krull, a quien le había agradado el sonido de Elis convirtiéndose desde ese momento en productor y mánager de la banda. Pocos meses después el grupo ingreso a los Mastersound Studio propiedad de Krull para grabar su primer trabajo como Elis, God's Silence, Devil's Temptation este álbum originó gran aceptación del público por su sonido original, una mezcla de la fuerza del metal y el romanticismo del Gótico. Por otra parte la banda había firmado un contrato con la discográfica Austriaca Napalm Records con la cual sacaron God's Silence, Devil's Temptation al igual que la reedición de su primer álbum bajo el nombre de Erben der Schöpfung, Twilight.
En enero de 2004 God's Silence, Devil's Temptation fue número 1 en las listas de éxitos de la Gothicworld.de.

### Dark Clouds In A Perfect Sky
El grupo pronto entró al estudio para escribir su nueva obra, en medio de los trabajos realizaron una gira con Eisheilig y The Vision Bleak por Alemania, Suiza y Bélgica tras esto saldría en la batería Franco Koller quien fue sustituido por Rene Marxer. En marzo de 2004 regresaron al Mastersound Studio para grabar los 12 temas, de nuevo bajo la producción de su mentor Alexander Krull, que salió en octubre de 2004. «Dark Clouds in a Perfect Sky», una producción con originales temas que mezcla Heavy metal, con voz Soprano y un buen trabajo de guitarras. Una obra que muestra la madurez de la banda. El videoclip de apertura del álbum, "Der Letzte Tag", fue uno de los grandes méritos del álbum, y en cuanto al contenido del disco todos sus temas son dignos de escuchar encontrando canciones como la famosa Der Letzte Tag, Perfect Love, Black Angel o Ballade, entre otras este álbum por su calidad ha sido comparado con las mejores obras de bandas como Within Temptation y The Gathering
La gira se llevó a cabo en abril de 2005 por Alemania, Austria y Bélgica en compañía de la banda Autriaca "Visions of Atlantis" y la Alemana "Lyriel" la banda presentó una muestra de su nuevo material en Wave-Gotik-Treffen y en el M'era Luna (festival) los dos realizados en territorio Alemán. En octubre la banda de nuevo realizó una gira esta vez acompañados por Leaves' Eyes Atrocity y Battlelore. La gira terminó con una presentación en el "Metal Female Voices Fest 3" realizado en territorio Belga este concierto fue el último del guitarrista Jürgen "BigJ" Broger quien abandono la banda de forma amistosa y fue prontamente sustituido por Chris Grube. Poco después Elis apareció en el popular programa 'Hell's Kitchen" del canal Alemán Viva! en donde dieron una pequeña entrevista y mostraron su primer videoclip.

### Griefshirey la muerte de Sabine Dünser
Tras la gira, el grupo se centró en un disco conceptual, Griefshire, que sería su siguiente trabajo. Dos semanas antes de su presentación en el Festival "Battle of Metal" en Alemania, y durante un ensayo Sabine se derrumbó. Ella no estaba inconsciente, pero había manifestado dolores de cabeza y molestias en su salud. Su condición empeoró y sus compañeros la llevaron al hospital debido a su mal estado, tuvo que ser trasladada a otro hospital en helicóptero. El 9 de julio de 2006, un anuncio fue hecho en la página web de la banda el cual comunicaba que Sabine Dünser murió de una hemorragia cerebral el 8 de julio de 2006, falleciendo a la edad de 29 años. 
Después de su muerte Elis decidió poner en marcha "Griefshire" el cual fue lanzado en su memoria en el mes de noviembre de ese mismo año por Napalm Records en Europa y el mes siguiente en Estados Unidos. La voz y pensamientos de Sabine siguen viviendo con su último trabajo , este fue el primer álbum conceptual del grupo hablando sobre la historia de una familia y su aldea.

### Show Me The Wayy nueva vocalista
Ahora bajo el liderazgo de Pete Streit, retomaron su actividad en los escenarios, eligiendo México y el Festival Oscuro para ello. El 28 de diciembre de 2006 se anunció finalmente que la nueva cantante sería la austríaca Sandra Schleret, ex vocalista de Dreams Of Sanity y Siegfried, y también fue cantante invitada en algunos álbumes de Samael. 
Para mostrar como funcionaria la voz de Sandra en el próximo disco, el grupo lanzó en noviembre de 2007 el MCD Show Me The Way, en el que la nueva vocalista interviene en el tema homónimo en dos nuevas versiones, junto con tres canciones que finalmente no se incluyeron en el Griefshire y en las que aún canta Sabine (In Einem Verlassenen Zimmer , Salvation , These Days Are Gone).

### Catharsisy la salida de Sandra Schleret
A principios de 2008, la banda publicó en su página oficial que estaban trabajando en su cuarto álbum de estudio de ese año. En septiembre de 2008 se fueron al estudio Mastersound de Alexander Krull con la nueva vocalista que participó en las canciones del álbum con la ayuda de artistas invitados. La banda presentó una muestra en vivo poco antes de entrar al estudio para grabar el nuevo álbum. El 22 de noviembre de 2008, se anunció que el nombre del nuevo álbum sería Catharsis, un título que Sandra Schleret creó debido a las enfermedades que tuvo que pasar poco tiempo antes de unirse a Elis.
Catharsis fue lanzado el 27 de noviembre de 2009 por Napalm Records. los comentarios de la crítica fueron muy positivos.
El 11 de junio de 2011 en un comunicado en su página del grupo Sandra Schleret comunica a los fanáticos que dejara el grupo luego de casi 5 años por motivos personales y musicales de la cantante.

### Llegada de Simone Christinat
El 16 de junio de 2011, mediante un artículo publicado en su web, se comunicó que la cantante Simone Christinat (Legend Aurea, Felony) de Suiza tomaría el lugar dejado por Schleret, la cual comenta en una entrevista que se siente honrada con tal privilegio y que lo toma como un nuevo capítulo en su vida personal. Junto a ella la banda participa en el festival Heilig’s Blechle 2011 en donde participaron con otras bandas como Atrocity, Leaves' Eyes, Visions of Atlantis, Satanic Syndrome, entre otras.
La banda ahora se prepara para volver a tocar en Liechtenstein esto con motivo de la "Konzertkochi", organizado por la FLBR , el día sábado del año 2011. En esta presentación serán acompañados de la banda suiza Endoras.

### Salida de Simone Christinat y separación
A finales de febrero de 2012, Simone Christinat anunció al resto de la banda que ella dejaría su puesto como vocalista, debido al aumento del estrés. Unos días más tarde mediante un anuncio en la página web de la banda, la noticia se confirmó. Además de dar por finalizada, después de 10 años, la carrera la banda agradeciendo el apoyo y el cariño de los fanáticos durante este periodo.
El 7 de marzo de 2012 la banda anuncia la búsqueda de una cantante carismática, que se maneje con el público y que tenga pronunciamiento del inglés, para iniciar lo que será un nuevo proyecto.
El 17 de febrero de 2012 la banda anuncia que ha encontrado una nueva vocalista que queda perfecta con la estética de la banda y que están trabajando en nuevo material.

## Miembros
- Pete Streit - Guitarra
- Chris Gruber - Guitarra
- Tom Saxer - Bajo, Voz
- Max Naescher - Batería

## Miembros pasados
- Sabine Dünser † - Voz
- Sandra Schleret - Voz
- Simone Christinat - Voz
- Franco "Franky" Koller - Batería
- René Marxer - Batería
- Jürgen "Big J" Broger - Guitarra

## Discografía

### Discos
- God's Silence, Devil's Temptation (2003)
- Dark Clouds in a Perfect Sky (2004)
- Griefshire (2006)
- Catharsis (2009)

### Sencillos
- "For Such a Long Time" (2003)
- "Der Letzte Tag" (2004)
- "Show Me the Way" (2007)

### Videos
- "Der Letzte Tag" (2004) (Del disco "Dark Clouds In A Perfect Sky")
- "Show Me the Way" (2009)

### DVD
- "Catharsis Bonus DVD" (2009) (Live Metal Female Voices Fest 2007)

### Videos
- "Der Letzte Tag" (2004) at Napalm Records (WMV)
- "Show Me the Way" (2009)

- Datos: Q684837